# Israëlische staatsarchieven

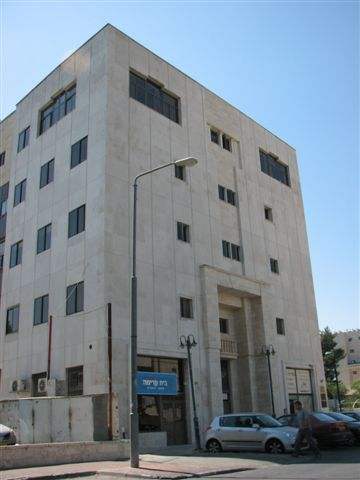
Gevel van het Staatsarchiefgebouw in de wijk Mekor Haim in Jeruzalem (2009)

De Israëlische staatsarchieven (Engels: Israel State Archives (ISA); Hebreeuws: ארכיון מדינת ישראל) zijn de staatsarchieven van de staat Israël. Het instituut is gevestigd in Jeruzalem. Tot de collecties behoren documenten, kaarten, foto's, postzegels en geluids- en beeldmateriaal. In het online-archief zijn voornamelijk documenten in het Hebreeuws te vinden.

## Historie
De Israëlische staatsarchieven werden in 1949 opgericht. In 1963 werden de archieven gecentraliseerd in de kelder van het nieuwe kantoorgebouw van de premier. In 1985 werd een nieuw eigen gebouw geopend. In 1992 verhuisden de ISA naar een kantoorpand aan de Mekor Haimstraat in Jeruzalem. De documenten waren elders in de stad opgeslagen. In 2012 werd het hoofdgebouw na 19 jaar tijdelijk gesloten, toen bleek dat de archieven daar al die tijd waren gevestigd zonder gemeentelijke vergunning. Voor de archieven was geen bouwvergunning verleend. De archivarissen ontdekten dit zelf en rapporteerden dit aan het ministerie. In december 2014 verhuisden de archieven naar een gebouw van de Rad-Bynet Group aan de Har Hotzvim in Jeruzalem. In 2019 werd er een bezoekerscentrum geopend.

## Organisatie
De ISA valt onder de verantwoordelijkheid van het ministerie van de premier van Israël. De Israëlische staatsarchieven zijn gereguleerd in de Archiefwet van 1955. Net als alle andere Israëlische archieven, staan de staatsarchieven onder leiding van de staats-archivaris. De ISA heeft tevens de supervisie over het beheer van de  archieven en documenten van ministeries, lokale autoriteiten en staatsorganen.

## Collecties
Tot de collecties behoren documenten, kaarten, foto's, postzegels en geluids- en beeldmateriaal. Hieronder officiële publicaties van de verschillende ministeries, de Knesset en het kabinet van de president, waaronder notulen van regeringsvergaderingen na 1948, notulen van Knesset-commissies, documentatie van onderzoekscommissies van de staat en juridische documentatie, waaronder documentatie van het Hooggerechtshof en documentatie van het Kadaster. Daarnaast bevat het Archief ook tientallen privé-archieven van instellingen en personen die van belang zijn voor de geschiedenis van de Jisjoev en de staat. Het archief bevatte in januari 2018 ongeveer drie miljoen bestanden.
De collecties gaan terug tot de de periode van het Ottomaanse Rijk (1838 to 1918). Tijdens de Arabisch-Israëlische Oorlog van 1948 werd ook veel materiaal van de Palestijnse bevolking in het archief opgenomen. In 2016
werd een nieuwe website gelanceerd, waar collecties doorzoekbaar werden gemaakt en bestanden en documenten kunnen worden bekeken. In het online-archief zijn voornamelijk documenten in het Hebreeuws te vinden, maar ook een deel in het Engels. In 2009 kwam de Engelstalige website van de ISA online.
In november 2023, kort na de start van de Oorlog in Gaza, werd het digitale archief getroffen door een cyberaanval, waardoor de website tijdelijk slecht bereikbaar was en veel materiaal zou zijn verwijderd. 